# Photoscotosia multiplicata
Photoscotosia multiplicata är en fjärilsart som beskrevs av W. Warren 1898. Photoscotosia multiplicata ingår i släktet Photoscotosia och familjen mätare. Inga underarter finns listade i Catalogue of Life.